# Polioptila melanura
La perlita colinegra o perlita del desierto (Polioptila melanura) es una especie de ave paseriforme de la familia Polioptilidae, perteneciente al numeroso género Polioptila. Es nativa del sur de América del Norte

## Distribución y hábitat

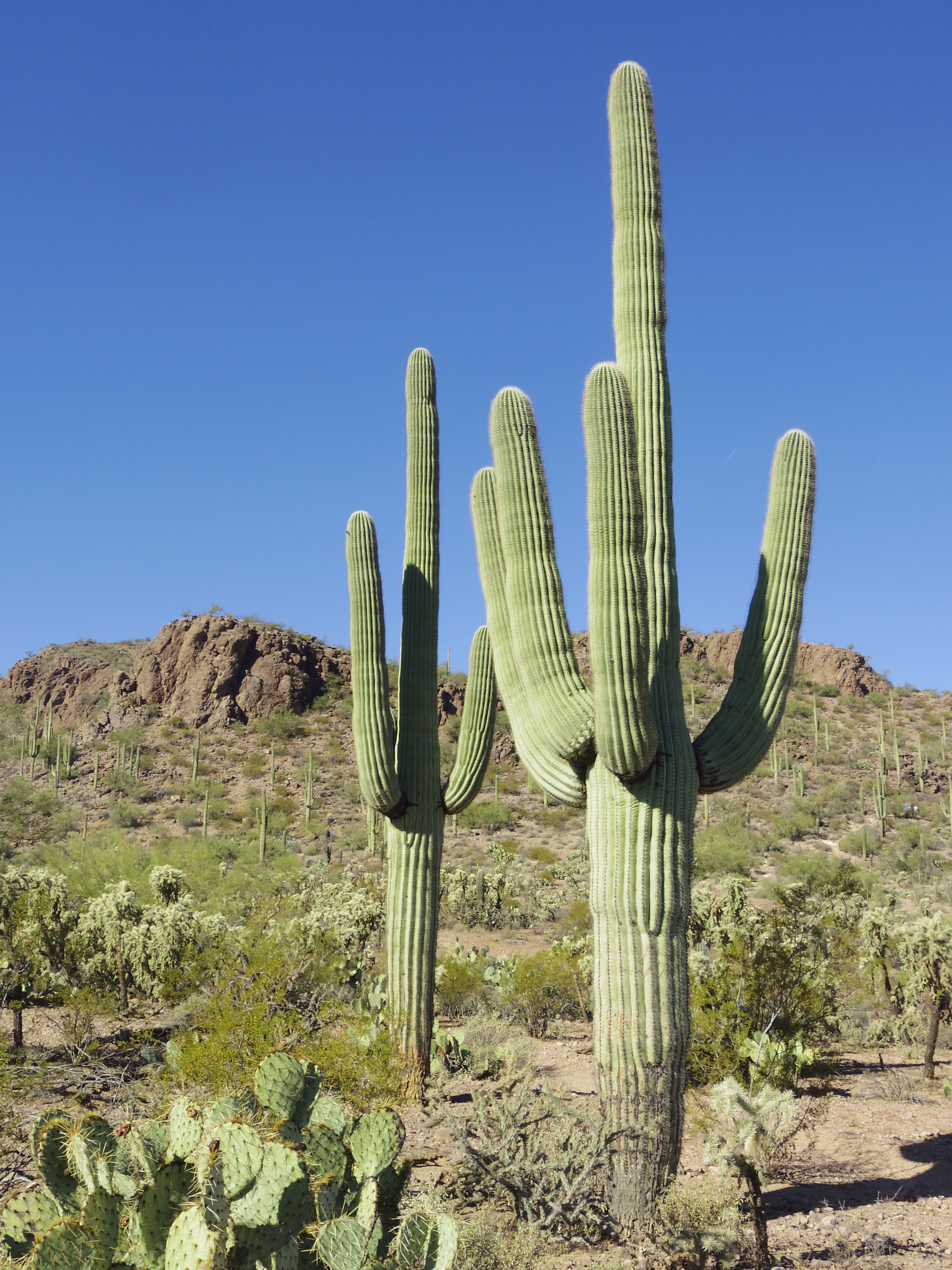
Hábitat típico de la especie, en el Parque nacional Saguaro, Arizona.

Se distribuye por el suroeste de Estados Unidos (sur de California, Arizona, Nuevo México, y suroeste de Texas, y en el norte y centro de México, desde el extremo noreste de Baja California. Es un ave no migratoria que habita en zonas desérticas con matorrales áridos y semiáridos. Es un pájaro pequeño, de los menores de América del Norte, insectívoro y una de las especies más comunes en las áreas del desierto de Sonora dominadas por el cactus saguaro.

## Descripción
La perlita colinegra alcanza entre los 11 y los 13 cm de longitud, siendo la cola la que ocupa gran parte de esa medida. Su cola es negra con bordes blancos y su cuerpo está cubierto de plumaje de color gris con el borde de los ojos de color blanco, pero el macho tiene el píleo teñido de negro en el verano. Durante el resto del año es similar en coloración a la perlita grisilla (Polioptila caerulea), por lo que se la distingue por la cantidad de negro en la parte inferior de la cola. Al igual que otras perlitas, emite llamadas ásperas mientras caza los insectos y las arañas con las que se alimenta.

## Comportamiento
Vive en pareja todo el año, son muy territoriales defendiendo su territorio que incluye los árboles y arbustos de donde consume pequeños insectos y arañas. A diferencia de la perlita grisilla (Polioptila caerulea), casi nunca atrapa sus insectos directamente del aire.

### Reproducción
El nido tiene forma de cuenco abierto por arriba, siendo construido tanto por el macho como por la hembra, y generalmente está situado sobre pequeños arbustos de menos de 1,5 m de altura. Lo construyen a partir de una variedad de materiales que incluyen tela de araña y fibras vegetales. Las puestas constan de tres a cinco huevos de color blanco azulado con puntos café rojizos. La incubación dura catorce días. Los polluelos son alimentados por ambos progenitores y dejan el nido entre diez y quince días después de salir del cascarón. No se la considera una especie amenazada.

## Sistemática

### Descripción original
La especie P. melanura fue descrita por primera vez por el ornitólogo estadounidense George Newbold Lawrence en 1857 bajo el mismo nombre científico; su localidad tipo es: «Texas, Estados Unidos (= valle del Río Grande)».

### Etimología
El nombre genérico femenino «Polioptila» es una combinación de las palabras del griego «polios» que significa ‘gris’, y «ptilon» que significa ‘plumaje’; y el nombre de la especie «melanura» se compone de las palabras del griego «melas» que significa ‘negro’ y «oura» que significa ‘cola’.

### Taxonomía
Ya fue considerada conespecífica con la perlita californiana (Polioptila californica) pero fue separada con base en diferencias morfológicas, vocales, de hábitat, y en evidencias genéticas. La forma descrita abbreviata Grinnell, 1926 se considera un sinónimo de lucida.

### Subespecies
Según las clasificaciones del Congreso Ornitológico Internacional (IOC) y Clements Checklist/eBird v.2021 se reconocen tres subespecies, con su correspondiente distribución geográfica:
- Polioptila melanura lucida van Rossem, 1931 – suroeste árido de Estados Unidos hasta el noreste de Baja California y  noroeste de México (Durango).
- Polioptila melanura melanura Lawrence, 1857 – del oeste de Nevada hasta Texas y este de México (Tamaulipas, San Luis Potosí)
- Polioptila melanura curtata van Rossem, 1932 – isla Tiburón, en el litoral del oeste de Sonora, noroeste de México.